# Ternana Calcio Femminile
La Ternana Calcio Femminile è stata una società sportiva dilettantistica a responsabilità limitata, attiva nel calcio a 5, affiliata alla Ternana. È stata campione d'Italia nelle stagioni 2014-15 e 2017-18. Nel 2015 ha vinto anche la supercoppa italiana. 

## Storia
La società nacque nel 2012  con il nome Ternana Futsal dalle ceneri della vecchia matricola federale del Futsal Preci grazie all'impegno della famiglia Basile. Nel primo anno di vita suscitò l'interesse della tifoseria che seguiva anche le sorti della Ternana e la ribalta della Serie A, anche grazie a un vivaio che univa calcettiste emergenti a giocatrici di rilievo come Amparo López Jiménez e Neka, giungendo ai quarti di finale dei play-off scudetto. 
Nell'annata 2013-2014 la compagine rossoverde, assicuratasi l'apporto di Patri Jornet, Jessiquinha Spinola ed Exana, inanellò ulteriori successi, ottenendo, tra l'altro la qualificazione alla finale di Coppa Italia e in finale scudetto (entrambe poi vinte dalla Lazio CF), confermandosi tra le realtà emergenti nel panorama del futsal italiano. Il 17 giugno 2015 divenne per la prima volta campione d'Italia battendo ancora le laziali in gara-3 ai tiri di rigore; si trattò del primo scudetto in assoluto in ambito femminile per la città di Terni.
Nel giugno 2016 la società si trasformò da ASD a Srl e acquisì il nome di Ternana Calcio Femminile. Nel 2018 la società rossoverde, dopo essere tornata al tricolore battendo in finale il Kick Off passò dalle mani della famiglia Basile a quelle dell'imprenditore Bruno Bevilacqua di Santangelo, che scelse di far assumere alla società il nome di Ternana Celebrity Calcio Femminile. 
Nel 2019 la società si vide rigettare la domanda di iscrizione alla LND dalla COVISOD, la commissione di controllo dei bilanci, a causa di inadempienze economiche. Nello stesso anno inoltre Bevilacqua si disimpegnò dalla Ternana mettendo la società in vendita, tuttavia nessuno si presentò a rilevare la società, che terminò quindi la sua attività.  
Nel 2020 la Ternana Calcio ha poi costituito al proprio interno una divisione calcio femminile; la squadra, dopo aver partecipato al campionato di eccellenza, è stata ripescata per completare gli organici del campionato di Serie C 2020-2021. 

## Strutture
La società utilizzava la struttura sportiva del PalaDiVittorio di Terni per gli allenamenti e per le gare.

## Settore giovanile
Nel 2014 vennero annunciate anche la nascita della scuola calcio "Piccole Fere e Ferelle", aperta a tutti, con allenamenti al chiuso curati dalle giocatrici della prima squadra, e del settore Juniores, con caratteristiche speculari a quelle della prima squadra.

## Palmarès
- Campionato italiano: 2

2014-2015, 2017-2018
- Supercoppa italiana: 1

2015